# 來生不做中國人
《來生不做中國人》是香港政治評論員鍾祖康於2007年11月交付給允晨文化出版的一本書。該書的主要內容是收錄作者在歷年來在《開放雜誌》裡面發表的文章，出版的方式類似於已故作家柏楊的著作《醜陋的中國人》。其內容以論文分析、指出中共對人類文明的禍害、對環境的摧殘、中國人的陋習、文化和人倫道德、政治。因為內容引起中共政府的不滿，故此書在中國大陸列為禁書，中國市民也只能夠閱讀序言的部份，但已經引來熱烈的討論。書本現在已被譯成多種語言版本在不同地區發售。書名的起源是一個在2006年9月4日相關的網上調查。「網易文化」發起了調查，題為「如果有來生，你願不願意再做中國人？」。在12天間，有65%的人稱再不願意成為中國人，調查後來也遭中共「河蟹」，編輯遭解雇。而這個調查啟發了作者採用了《來生不做中國人》作書名。

## 內容
該書的內容主要是收錄鍾祖康歷年來在《開放雜誌》發表的文章，出版的方式類似於已故作家柏楊的著作《醜陋的中國人》。其內容是圍繞著反思中國人在筆者眼中現在的「失誤」、抨擊中華文化和讚揚北歐的優勝之處從而跟大陸比較。本書收錄了以下的文章。
| 章數     | 標題                                       | 著者   |
| -------- | ------------------------------------------ | ------ |
| 推薦序一 | 反思中國 走出迷障                          | 李敏勇 |
| 推薦序二 | 一個不會反省的民族 必不會成為偉大的民族    | 卜大中 |
| 自序     | 我所認識的中國                             | 鍾祖康 |
| 節錄     | 來生不做中國人—中國歷來最敏感的民意調查    | 鍾祖康 |
| 節錄     | 中國以道德代宗教鑄成大錯                   | 鍾祖康 |
| 節錄     | 論理解中國人之難                           | 鍾祖康 |
| 節錄     | 中國崎形崛起全球文明遭劫                   | 鍾祖康 |
| 節錄     | 回教世界與中國何以友好？                   | 鍾祖康 |
| 節錄     | 中國文明該死的不死的代價                   | 鍾祖康 |
| 節錄     | 繼續沉思：北歐和中國                       | 鍾祖康 |
| 節錄     | 中國好講命理反趨衰落                       | 鍾祖康 |
| 節錄     | 記台灣行                                   | 鍾祖康 |
| 節錄     | 歷史悠久不是福                             | 鍾祖康 |
| 節錄     | 中國人凡經之地寸綠不留                     | 鍾祖康 |
| 節錄     | 以十億奴隸血汗攪亂全世界                   | 鍾祖康 |
| 節錄     | 中國徒得西學之皮毛                         | 鍾祖康 |
| 節錄     | 互聯網世界天天風起雲湧                     | 鍾祖康 |
| 節錄     | 北歐：大政府的示範教材                     | 鍾祖康 |
| 節錄     | 奴隸主和奴隸的民主                         | 鍾祖康 |
| 節錄     | 長期統一導致今世落後                       | 鍾祖康 |
| 節錄     | 幸而中國出不了哥倫布                       | 鍾祖康 |
| 節錄     | 為甚麼中國人那樣蠢？                       | 鍾祖康 |
| 節錄     | 為甚麼中國人那樣髒？                       | 鍾祖康 |
| 節錄     | 一本鉅著在華的百年孤寂一讀《中國人的特性》 | 鍾祖康 |
| 節錄     | 為甚麼北歐能，中國不能？                   | 鍾祖康 |
| 節錄     | 為甚麼中國主子不如英國主子？               | 鍾祖康 |
| 節錄     | 香港人為何如此不理解台灣？                 | 鍾祖康 |
| 節錄     | 中國式霸權主義下的西藏                     | 鍾祖康 |
| 節錄     | 一個「私人重地閒人可進」的地方             | 鍾祖康 |
| 節錄     | 從中國文化看市場壟斷                       | 鍾祖康 |
| 節錄     | 從奇技淫巧到科技建國                       | 鍾祖康 |
| 節錄     | 種族歧視的自悔根源                         | 鍾祖康 |
| 〈跋〉   | 「黃禍」確是發生了                         | 鍾祖康 |

## 評論
這本書在aNobii評分為85%。
香港科幻小說家倪匡及文化評論家李敏勇等人對這本書好評不絕，倪匡更指：「要讀此巨書，需要有一定追求真理的良知畢生難得一見的好書，這本書不但可讀、可誦、可思、可擊節讚賞、可由衷欽佩、可掩卷長嘆、可痛哭流涕、可視為畢生難得一見的好書…對於認為做中國人十分幸福的人來說，要讀這巨書，需要相當程度的勇氣、需要一定程度追求真理的良知……不然，絕不適合觀看……若真要在學校進行所謂『愛國教育』，那麼《來生不做中國人》一書就應該列入學生必讀。」倪匡更認為書名卻不夠好，應該改為「今生不做中國人」。